# Acétaldéhyde-déshydrogénase
L'acétaldéhyde-déshydrogénase (EC 1.2.1.10) est une enzyme du groupe des déshydrogénases qui convertit l'acétaldéhyde (éthanal) en acétyl-coenzyme A.
L'oxydation de l'acétaldéhyde en acétate peut se résumer ainsi :
CH3CHO + NAD+ + CoA → acétyl-CoA + NADH + H+.